# Метсакюла (Тюрі)
Ме́тсакюла (ест. Metsaküla) — село в Естонії, у волості Тюрі повіту Ярвамаа.

## Населення
Чисельність населення на 31 грудня 2011 року становила 44 особи.